# Вирц, Генри
Генри Хартман Вирц (англ. Heinrich Hartmann Wirz; 25 ноября 1823 — 10 ноября 1865) — Капитан армии Конфедеративных Штатов Америки. С 1 апреля 1864 по 7 мая 1865 года комендант лагеря для военнопленных «Андерсонвилль».
Казнён по приговору суда после окончания Гражданской войны в США как военный преступник. Один из двух человек, казненных за военные преступления, совершенные во время Гражданской войны в США.

## Биография

### Ранние годы
Генри Хартманн Вирц родился 25 ноября 1823 года в Цюрихе, Швейцария в семье Ганса Каспара Вирца и Сабины Барбары Филипп. Вирц получил школьное и среднее образование. Он хотел стать врачом, но его семья не располагала достаточными средствами для оплаты его медицинского образования, поэтому Вирц начал работать в сфере торговли в Цюрихе и Турине. В 1845 году Генри Вирц женился на Эмилии Освальд. Детей у пары не родилось. В апреле 1847 года Вирц был приговорен к 4 годам лишения свободы так как не смог отдать крупный долг, заимствованный им на развитие своего бизнеса. Через полгода приговор был смягчен и заменен 12-летней высылкой семьи Вирцев из страны. Однако его жена отказалась от высылки и осталась в Швейцарии, оформив развод с Генри Вирцем в 1853 году.
В 1848 году Генри Вирц эмигрировал в Российскую империю, но уже через год прибыл в США. Ему удалось найти работу на заводе в городе Лоуренс, штат Массачусетс, где он работал в течение пяти лет. Однако в 1854 году Вирц переехал в Хопкинсвилл, штат Кентукки, где он начал работать помощником врача. Вирц предпринял несколько попыток получить лицензию, дающую ему право заниматься медицинской деятельностью самостоятельно, но всякий раз ему отказывали в этом из-за недостаточной квалификации.
В 1854 году Вирц женился на Эльзабет Вульф (1824 — 1871), вдове, имевшей двух дочерей от первого брака. После чего Вирц и его новая семья перебрались в Луизиану, где в 1855 году Элизабет родила Вирцу дочь Кору (1855—1928). Позднее Генри Вирц устроился работать надсмотрщиком за рабами на богатую плантацию банкира и бизнесмена Левина Маршелла, где и проработал до начала войны. В 1859 году родилась вторая дочь Ида Вирц.

## Гражданская война
После начала Гражданской войны в США 37-летний Генри Вирц был приписан в 4-й Луизианский пехотный батальон армии КША. В битве при Севен-Пейнс Вирц был ранен пулей навылет в правую руку, в результате чего был эвакуирован в госпиталь, где однако из-за ранения ему так и не удалось полностью восстановить её подвижность (мог сгибать правую руку только до локтя, и не двигал предплечьем). 12 июня 1862 года Вирц, вернувшись в свое подразделение узнал, что представлен к званию капитана за «храбрость и отвагу, проявленную на поле битвы».
После ранения Генри Вирц был переведен в тыл, в штаб генерала Джона Уиндера, ответственного за лагеря для военнопленных в армии Конфедерации. Уже через несколько месяцев Вирц стал его личным адъютантом.
В конце 1862 года Вирц был направлен с секретными поручениями от президента КША Джефферсона Дэвиса к официальным представителям КША в Великобританию и Францию. В январе 1864 года Вирц вернулся в Ричмонд и, продолжив службу при штабе генерала Уинддера, вскоре был назначен комендантом лагеря для военнопленных в Алабаме, затем был переведен на ту же должность в другой лагерь для военнопленных в штате Виргиния.

### Комендант «Андерсонвилля»
В феврале 1864 года правительство КША основало крупный лагерь для военнопленных на юго-западе штата Джорджия, позже ставший печально известным как «Андерсонвилль» или «Самтер». 1 апреля 1864 года Генри Вирц был назначен его комендантом. В глазах южан он хорошо зарекомендовал себя и даже был представлен к званию майора, но не получил его. Генри Вирц оставался в должности коменданта лагеря вплоть до конца войны.
Среди военнопленных армии Союза, однако, Вирц прославился своим жестоким отношением к заключенным. Лагерь прославился своими ужасными санитарными, медицинскими продовольственными условиями, кроме того жестокостью охраны и самого коменданта Вирца, который по воспоминаниям заключенных в лагере солдат союза, нередко лично избивал их и по меньшей мере шесть раз собственноручно приводил в исполнения смертные приговоры, которые выносились за совершение или попытку совершения побега. Всего с апреля 1864 года по апрель 1865 года через лагерь прошли более 45.000 военнопленных северян из которых 13.000 в лагере погибли.
Сам Вирц несколько раз ходатайствовал перед властями КША об улучшении условий содержания заключенных, в том числе об улучшении продовольственной и санитарной ситуации в лагере, однако всяческий раз получал отказ «в связи с тяжелым положением на фронтах». В июле 1864 года Генри Вирц по собственной инициативе направил пятерых заключенных с петицией к властям США, в которой предложил обменять военнопленных Союза, на военнопленных конфедератов. Однако петиция была отклонена с формулировкой до «окончания боевых действий». Тем временем в лагере от недоедания, жестокого обращения и болезней умирало около 100 человек в день.
В начале сентября 1864 года в связи со стремительным продвижением федеральных войск и взятием ими Атланты, лагерь Самтер в котором на тот момент находилось 31.700 военнопленных начал экстренную эвакуацию персонала и заключенных. Часть из них были эвакуированы в другие лагеря для военнопленных, но часть наиболее немощных и ослабевших общим числом до 1500 человек, была оставлена в Андерсонвилле. Однако после того, как федеральные войска вместо продвижения на юг, вглубь штата Джорджия начали наступление на восток, часть военнопленных в ноябре 1864 года была возвращена в лагерь увеличив число заключенных до 5000 человек.
Лагерь был освобожден 4-й кавалерийской дивизией США лишь 7 мая 1865 года. К тому времени большая часть персонала тюрьмы и охранников дезертировали из лагеря. Капитан Генри Вирц, в отличие от большинства подчиненных, не пытался бежать, и был арестован на своем рабочем месте.

## Суд
Сразу после ареста Генри Вирц был этапирован поездом в Вашингтон, куда прибыл 10 мая 1865 года. По прибытии Вирц был сразу же заключен в «Old Capitol Prison» в ожидании суда за военные преступления, совершенные им в период существования лагеря. Федеральным правительством США для расследования преступлений Генри Вирца была создана специальная военная комиссия, состоящая из девяти человек во главе с генерал-майором Лью Уоллесом. За три месяца комиссия собрала несколько десятков доказательств вины Генри Хартманна Вирца, заслушав показания нескольких сотен свидетелей, бывших заключенными или охранниками лагеря. 160 свидетелей позже были приглашены в суд на дачу показаний против бывшего коменданта.
23 августа 1865 года начался суд на котором Генри Хартманну Вирцу были предъявлены 15 обвинений:

1. Организация заговора с целью нанесения вреда здоровью и жизни солдат Соединенных Штатов Америки, удерживаемых Конфедеративными Штатами Америки в качестве военнопленных.
2. Нарушение законов и обычаев войны.
3. Собственноручный расстрел заключенного 8 июля 1864 года.
4. Злонамеренное избиение ногами заключенного 20 сентября 1864 года.
5. Собственноручный расстрел заключенного 13 июня 1864 года.
6. Собственноручный расстрел заключенного 30 мая 1864 года.
7. Отдача приказа о жестоком избиении заключённого 20 августа 1864 года.
8. Отдача приказа о чрезмерно жестоком наказании заключённого, приведшего к смерти последнего 1 февраля 1865 года.
9. Отдача 20 июля 1864 года приказа заковать четырёх заключенных в кандалы, и прикрепить к их ногам большие железные шары. В результате один из заключенных скончался.
10. Отдача 15 мая 1864 года личного приказа часовому стрелять в пленного, что привело к его смерти.
11. Отдача 1 июля 1864 года личного приказа часовому стрелять в пленного, что привело к его смерти.
12. Отдача 20 августа 1864 года личного приказа часовому стрелять в пленного, что привело к его смерти.
13. Личное разрешение 1 июля 1864 года своим подчиненным безнаказанно избить заключенного, в результате чего тот скончался через шесть дней.
14. Отдача 27 июля 1864 года личного приказа часовому стрелять в пленного, что привело к его смерти.
15: 3 августа 1864 года собственноручное избиение заключенного рукоятью пистолета до такой степени, что тот умер на следующий день.

Судебный процесс проходил при значительном освещении прессой того времени с 23 августа по 18 октября 1865 года. Во время одного из судебных заседаний Генри Вирц серьезно заболел, но суд отказал в приостановлении процесса, в результате чего Вирца приносили на заседания на кушетке, и он проводил большую часть суда лежа на ней. Были заслушаны показания более 160 свидетелей.
145 из них заявили, что не видели никаких случаев применения Вирцем расстрела к заключенным, однако подтвердили несколько случаев избиения заключенных охраной. 12 свидетелей подтвердили крайнюю жестокость Генри Вирца по отношению к заключенным его лагеря, однако не предоставили никаких подробностей. Лишь один свидетель заявил о том, что лично видел как Вирц расстрелял заключенного из своего револьвера. Лишь два свидетеля Фицхью Ли племянник генерала конфедерации Роберта Ли и священник Питер Велан, работающий в лагере, дали свои показания в защиту Генри Вирца, который по словам Ли «использовал все возможные средства для предотвращения смерти заключенных».
2 ноября 1865 года Коллегия суда во главе с Лью Уоллесом признала Генри Хартманна Вирца виновным по 12 из 15 предъявленных ему пунктов обвинения. Пункты обвинений 6, 12 и 15 были с Вирца сняты за недоказанностью и недостатком улик. Он был приговорён к смертной казни через повешение.
6 ноября 1865 года Генри Вирц написал прошение о помиловании на имя президента США Эндрю Джонсона, но ответа так и не получил.
9 ноября 1865 года адвокат Генри Вирца Луис Шейд рассказал ему, что представители обвинения согласны смягчить приговор до пожизненного лишения свободы, если Вирц готов пойти на своего рода сделку с представителями обвинения и дать показания на суде против бывшего президента КША Джефферсона Дэвиса, но Вирц отказался от такого предложения, аргументируя это тем, что «ничего не знает о преступлениях Дэвиса».

## Казнь
Генри Хартманн Вирц был казнен в 10:32 утра 10 ноября 1865 года во дворе Вашингтонской тюрьмы в присутствии 120 солдат охраны и 200 зрителей, скандировавших «Вирц, помни Андерсонвилль!». Шея бывшего коменданта не сломалась при повешении, и он более двух минут умирал от удушья на глазах собравшихся. После казни Генри Вирц был похоронен на кладбище Маунт Оливет.
Генри Вирц стал одним из двух человек казненных за военные преступления совершенные во время Гражданской войны в США. Первым был Чемп Фергюсон, казненный за 53 убийства мирных жителей, совершенные им в период войны, за 3 недели до Вирца. Ещё два бывших офицера конфедерации были казнены за партизанскую деятельность в тылу у северян непосредственно в конце войны.